# ویلهم گلیزه
ویلهم گلیزه (آلمانی: Wilhelm Gliese؛ ۲۱ ژوئن ۱۹۱۵ – ۱۲ ژوئن ۱۹۹۳) یک ستاره‌شناس اهل آلمان بود. او در سال ۱۹۵۷ میلادی نخستین کاتالوگ ستاره‌ای از ستارگان نزدیک به زمین (کمتر از ۸۱/۵۴ سال نوری) را تحت عنوان کاتالوگ گلیزه از ستارگان نزدیک  منتشر کرد.